# Planescape: Torment
Planescape: Torment je počítačová hra - žánrově svým způsobem atypické RPG se silnými adventurními prvky. Herní prostředí hry je formováno morbidní tematikou s filosofickým podtextem, na kterém je postaven příběh. Děj se odehrává ve fiktivním světě Planescape. Objektivně lze říct, že podle ohlasů kritiky, recenzentů i hráčské komunity (průměrná hodnocení se pohybují kolem 98% na českých i zahraničních serverech) se jedná o jednu z nejlépe hodnocených her historie, která však přes své nesporné kvality v porovnání se stejně kvalitními protějšky zůstala nedoceněna.

## Příběh
Herní dobrodružství začíná ve chvíli, kdy se bezejmenný hrdina probouzí na pitevním stole v márnici, znetvořený a se ztrátou paměti. Po seskočení ze stolu je osloven prostořekou, levitující lebkou zvanou Morte. Ta mu po krátké konverzaci přečte některá tetování na jeho těle. Tyto klíčové informace se stanou prvními indiciemi velkého pátrání po ztracené identitě bezejmenného hrdiny. Příběh je vypracován do nejmenších detailů a s trochou nadsázky by se dal přirovnat k lidskému osudu. Kvalitu příběhu podtrhuje i fakt, že se jej několik na sobě nezávislých autorů pokusilo vydat knižně.
Hledáte své vzpomínky, svou minulost a snažíte se přijít na to, proč vlastně nemůžete zemřít. Při putování Planescapem potkávate členy různých filozofických frakcí hraničících s náboženskými sektami, které hráče nutí přemýšlet nad sebou samým.
Na cestě Vás může doprovázet až pět společníků. Můžete si vybrat buď githzeraiského válečníka Dak´kona, drzou zlodějku Annah, stále hořícího šíleného mága Ignuse, moudrou kněžku Fall-From-Grace, bláznivého robota Nordoma nebo člena Nemilosrdných Vhailora. Hra není linární a přibírání společníků a postup světem je určován především volbami hráče.
Hráč během hry sbírá zkušenostní body, ty pak přerozděluje do statistik (síla, moudrost, inteligence, obratnost, odolnost, charisma) a snažit se plnit přidělené questy. Boj se odehrává v reálném čase, ale lze jej kdykoliv přerušit pauzou podobně jako v Baldur's Gate. Hru lze dohrát několika různými způsoby a spousta questů je přístupna v závislosti na chování postavy, což přidává na znovuhratelnosti.

## O hře
Hra získala mnohá uznání kritik a další ocenění, vydána byla v roce 1999. Svým technickým zpracováním připomíná herní sérii Fallout, jejíž druhé pokračování (1998) vyvíjel tentýž tým - Black Isle Studios. Ve hře lze vést rozhovor téměř s každou postavou. Chování hráče má přímý vliv na vývoj hry. Hra má přes 200 questů.
Jeden z charakterů hry je „Morte“, jehož přesvědčení je chaotické dobro a povolání bojovník. Morte je hubatý, prolhaný a zbabělý, ale také má spoustu znalostí a v boji je velmi platný.
Dalším charakterem je Annah, napůl člověk, napůl démon. Annah je užitečná jako bojovník i jako zloděj. Jedná velmi impulsivně.